# Restaurang Strömmen

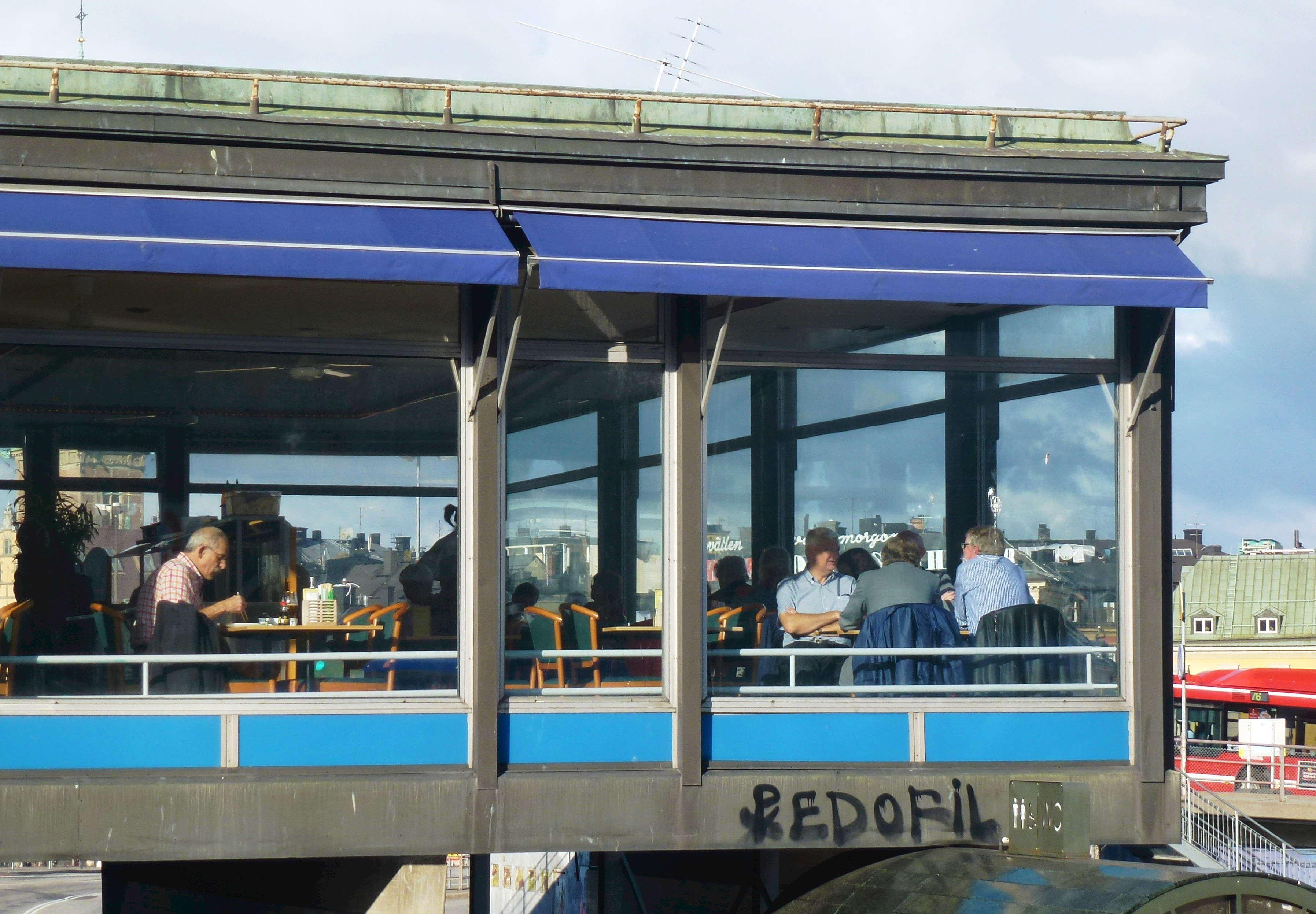
Restaurang Strömmen, oktober 2014.

Restaurang Strömmen var en restaurang vid Södermalmstorg 1 intill Slussen på Södermalm i Stockholm. Restaurangen öppnade 1954 under namnet "Röda Restaurangen" och stängde som "Strömmen" den 31 oktober 2014.

## Historik

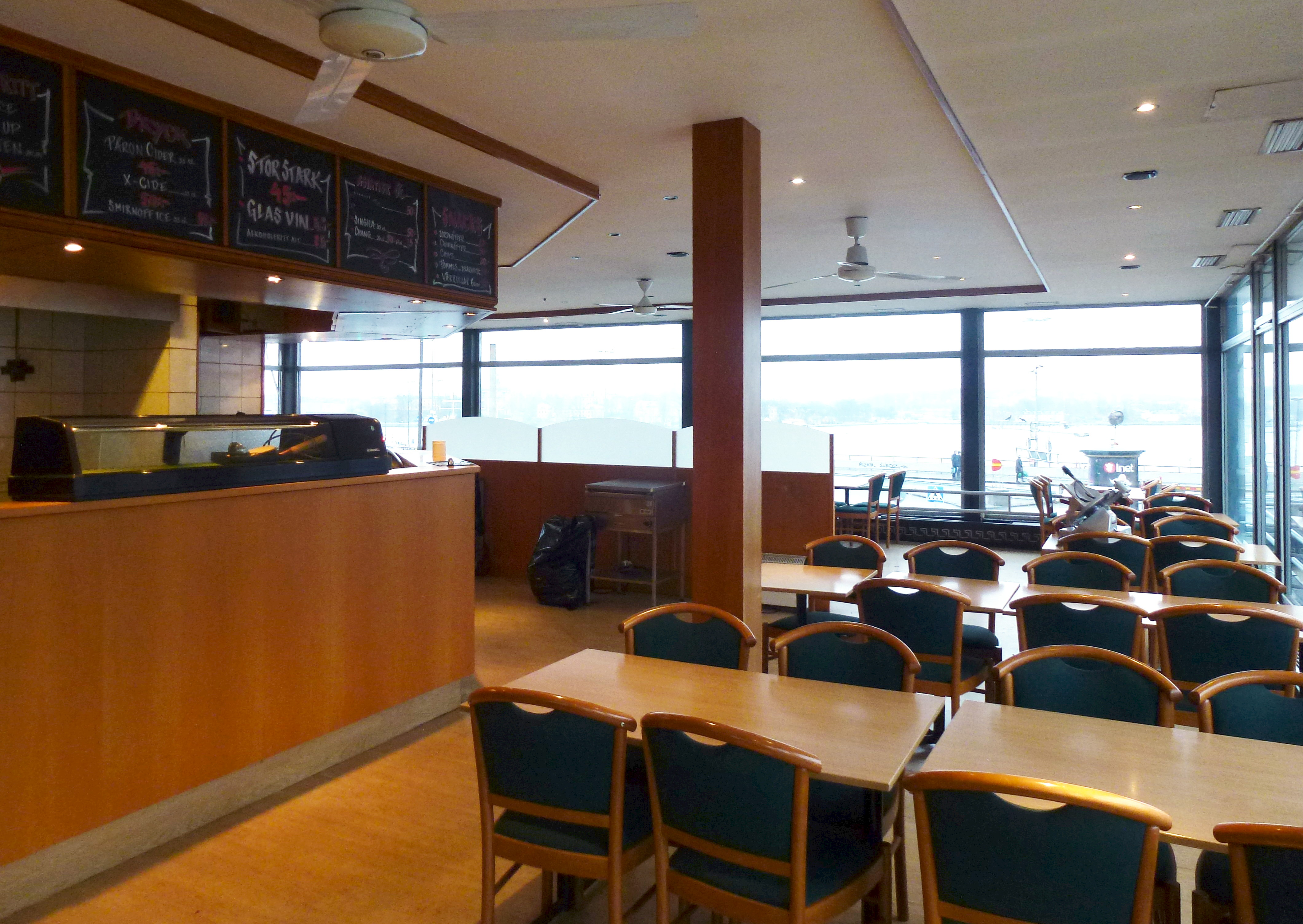
Strömmens interiör, 2014.

Stadsträdgårdsmästaren och arkitekten Holger Blom var tillsammans med Tage William-Olsson ansvarig arkitekt för Slussens nygestaltning som invigdes 1936. Blom ritade ett centralt placerat café som hette "Kaffe Baren" och hade sina lokaler delvis under Ryssgården. Från "Kaffe Baren" ledde en elegant spiraltrappa upp till caféets uteservering som låg ovanför Gula gången. Uteserveringen hade ett lätt tak av markis och kunde erbjuda en vid utsikt i tre väderstreck över Gamla stan, Södra Djurgården och Stockholms inlopp samt Katarinaberget. På fasaden fanns texten "KAFFE BAREN" och en stor kaffekopp i neonrör.

## Röda Restaurangen och Restaurang Strömmen
I samband med att tunnelbanan förlängdes norrut mot Gamla stan byggdes Kaffe Barens uteservering 1954 om till Röda Restaurangen. Röda Restaurangen ritades av arkitekt Lars Fries, som var medarbetare till Holger Blom. Namnet "Röda Restaurangen" härrörde från röda emaljskivor som byggnaden var klädd i. Den nya restaurangen var betydligt större än den gamla uteserveringen och sträckte sig över den numera stängda Saltsjöutfarten mot Stadsgården och Nacka. 
År 1966 utfördes en om- och tillbyggnad då de röda emaljskivorna byttes ut mot blå folie, samtidigt döptes restaurangen om till "Strömmen". Ombyggnaden innebar även att lokalen förlängdes norrut och blev nästan dubbelt så stor.
Under år 2009 stod restaurangen tom men öppnade igen med ny ledning. Efter 50 år stängde Restaurang Strömmen för gott den 31 oktober 2014 inför starten av Projekt Slussen.

## Restaurangen genom tiden

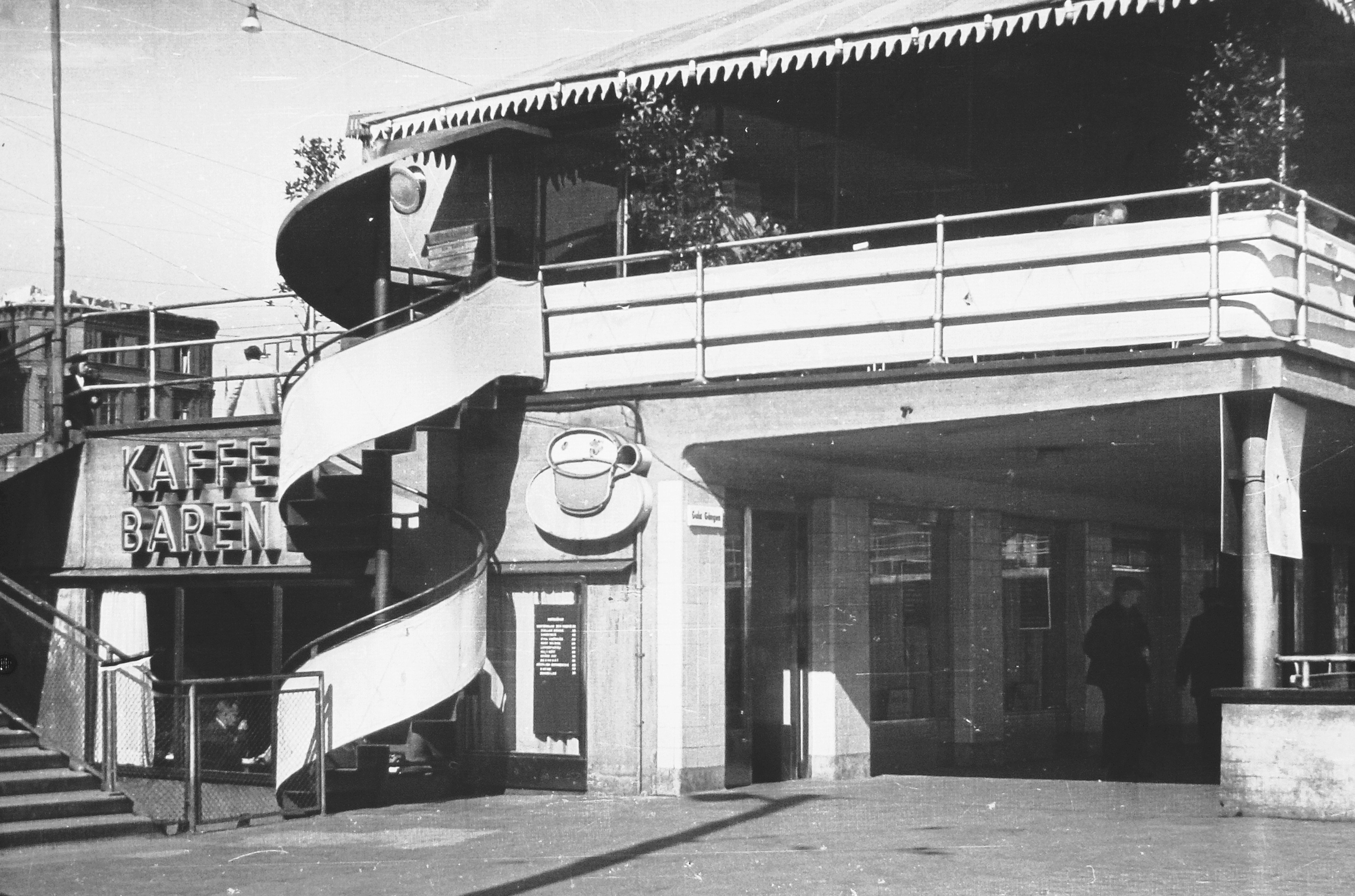
Kaffe Baren, 1945
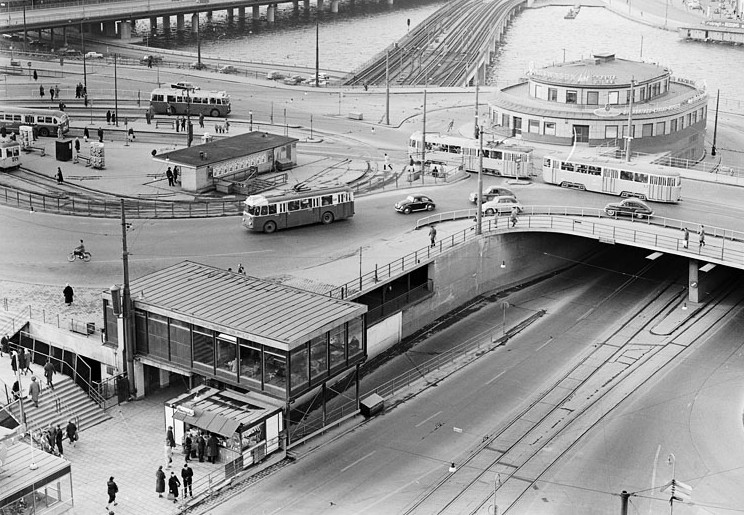
Röda Restaurangen, 1961
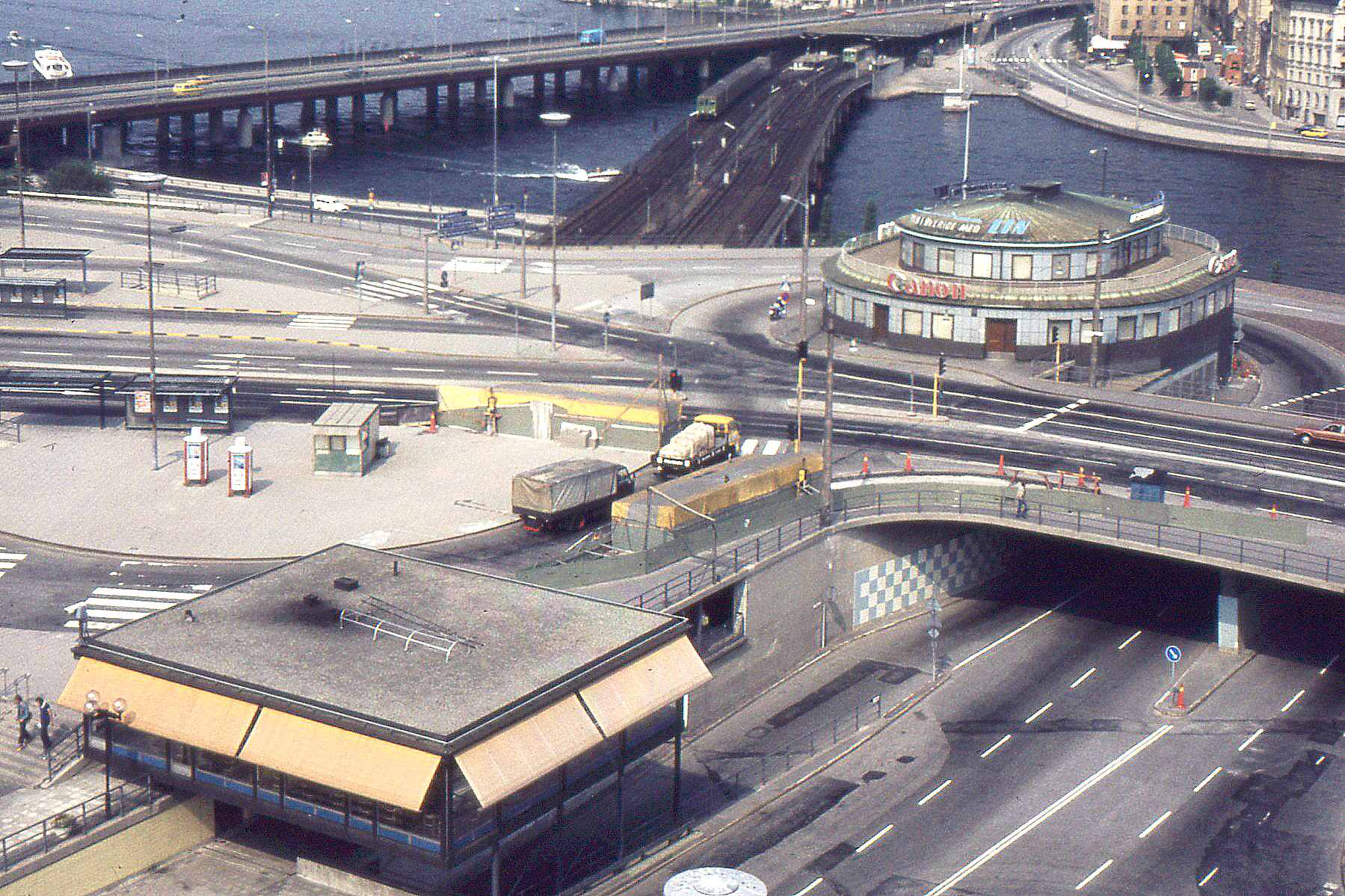
Restaurang Strömmen, 1978
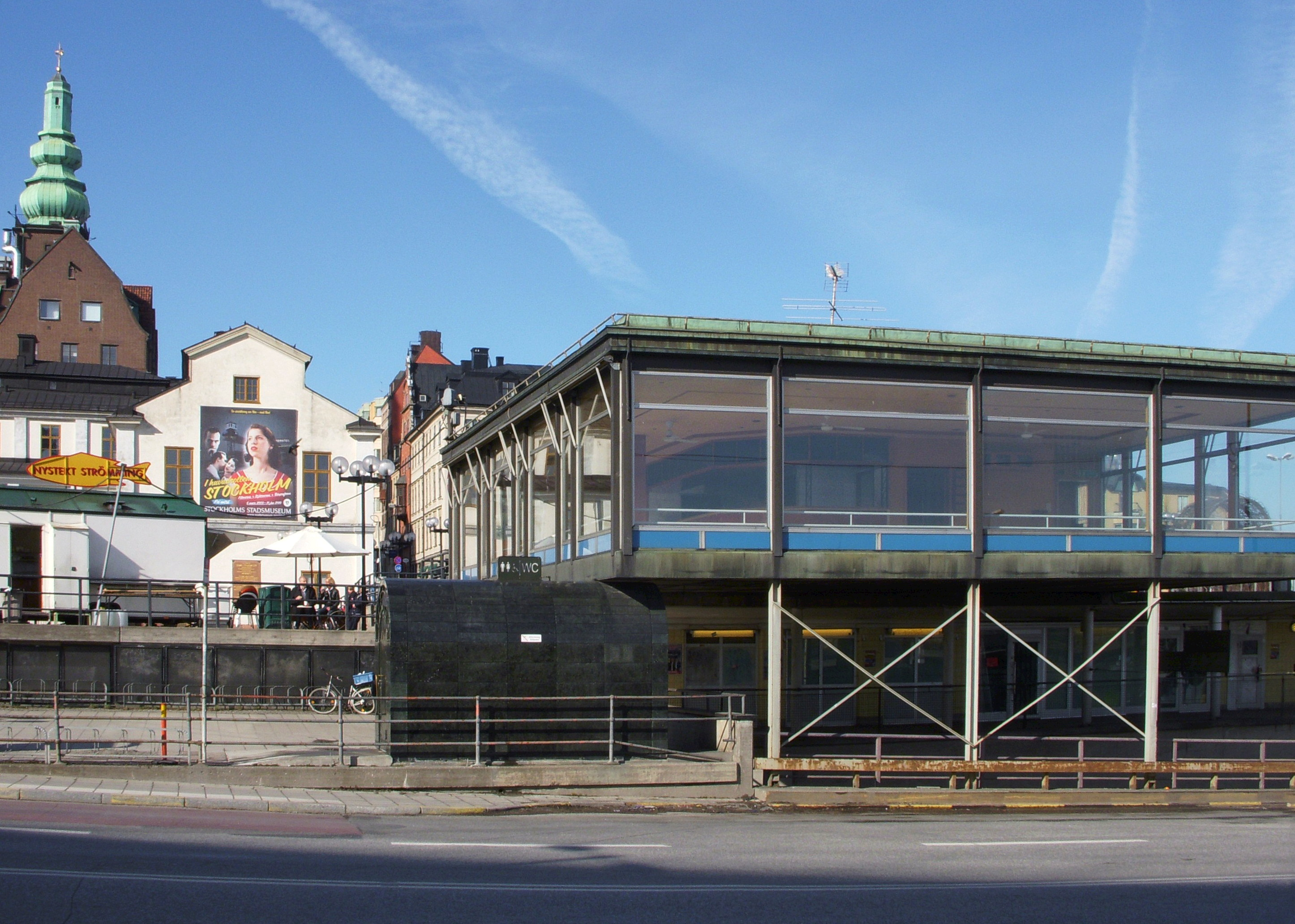
Restaurang Strömmen vid stängningen, april 2009
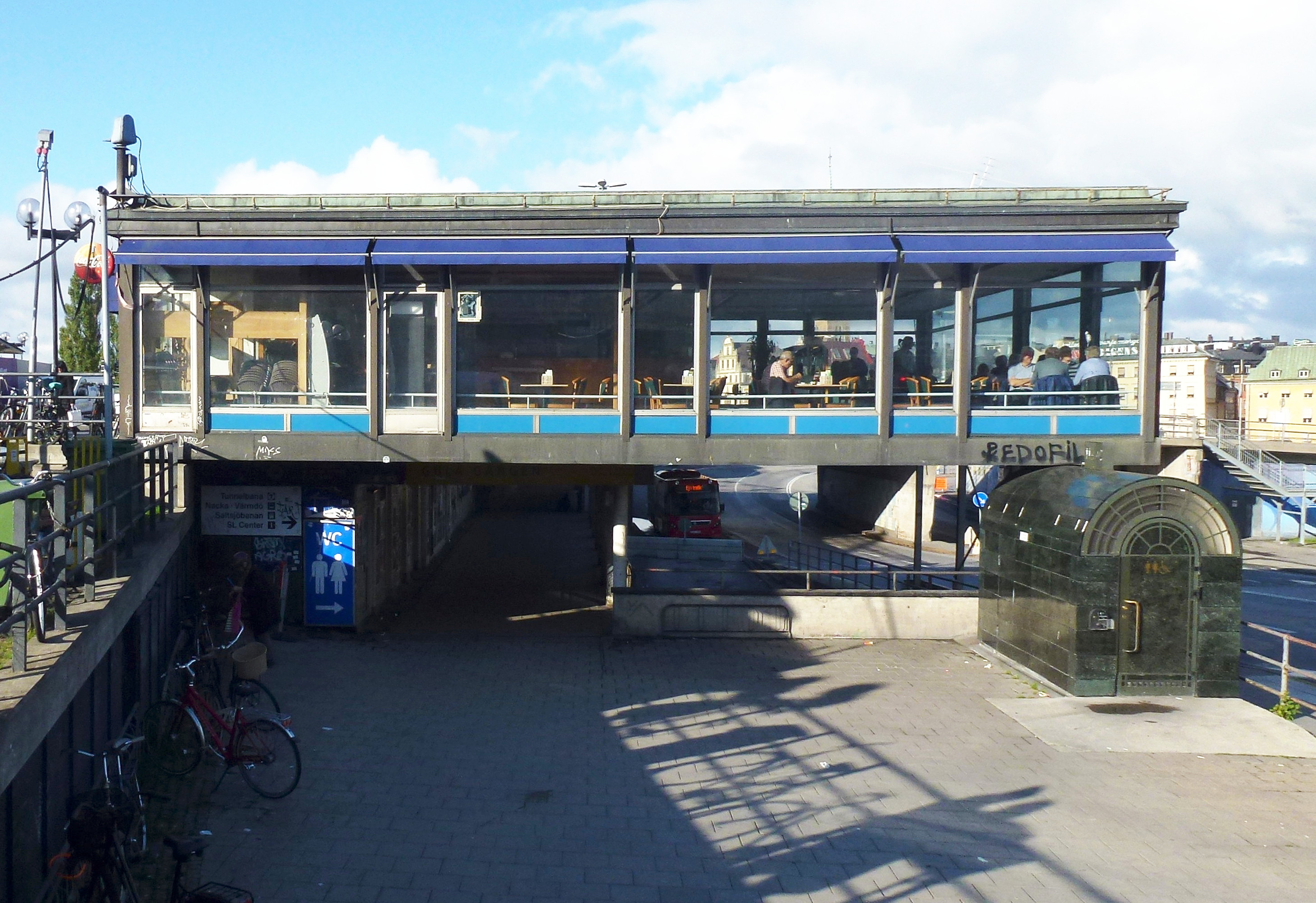
Restaurang Strömmen kort före stängningen, oktober 2014
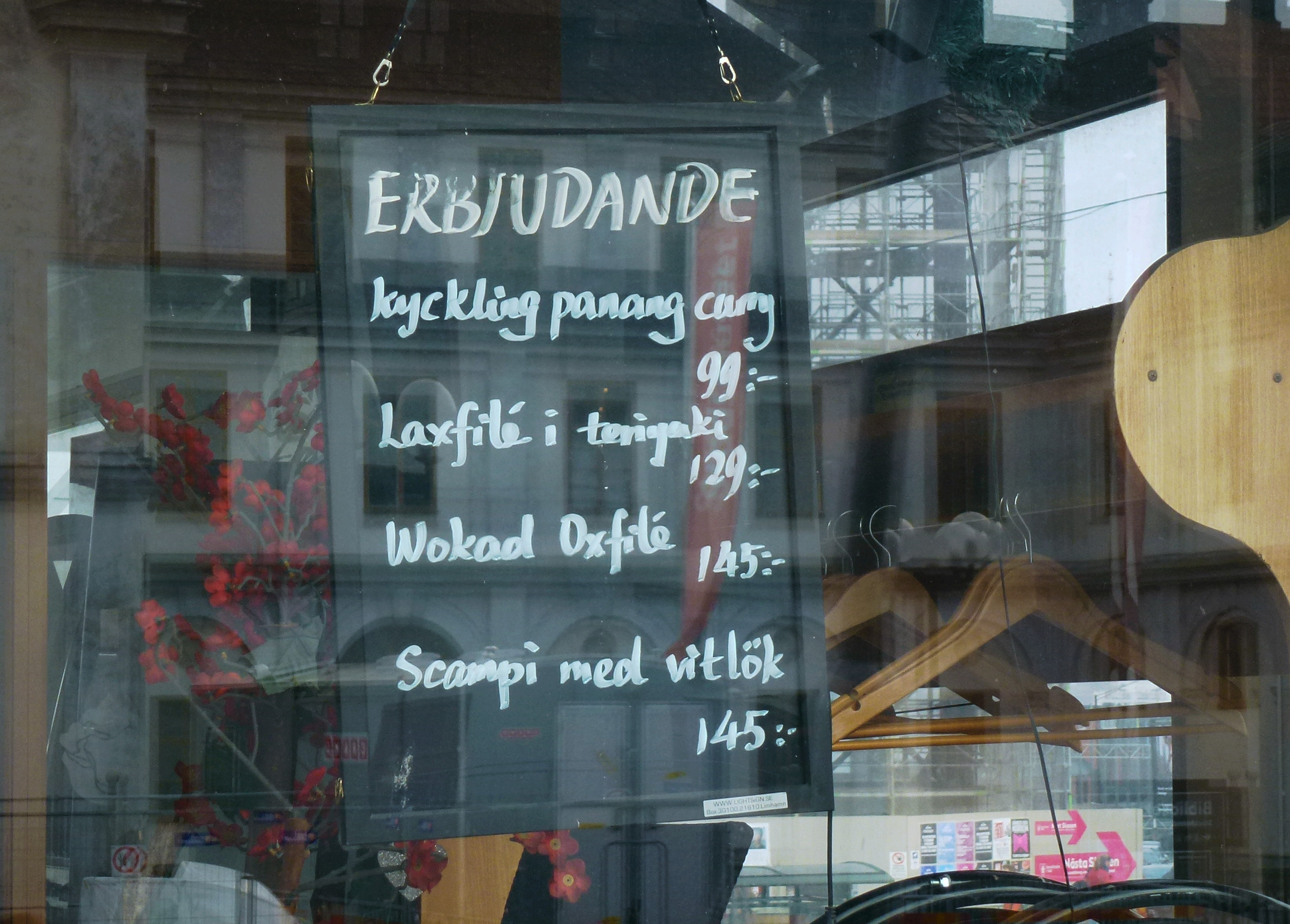
Sista dagens "Erbjudanden" på svarta tavlan
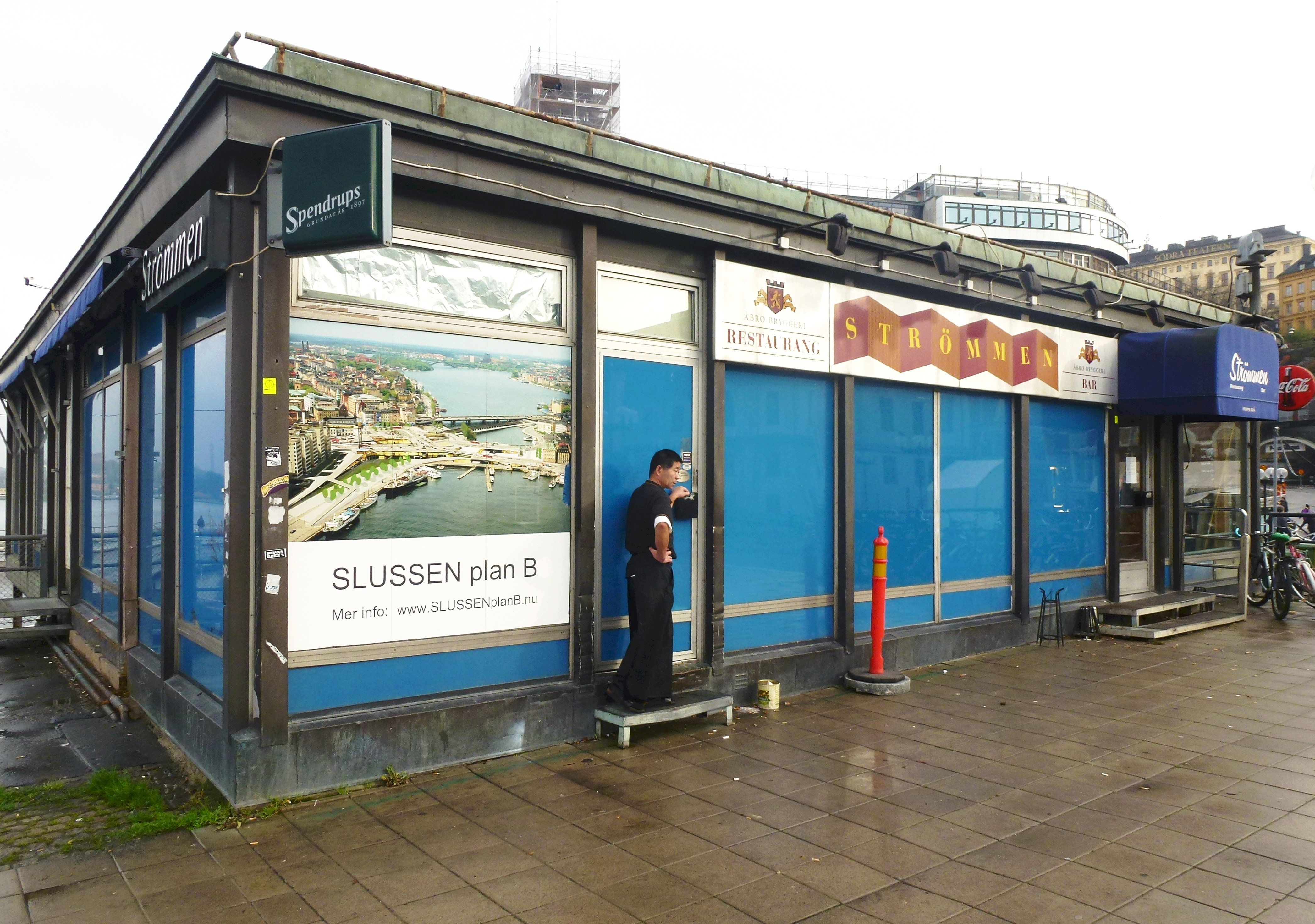
Restaurang Strömmen kort efter stängningen, november 2014
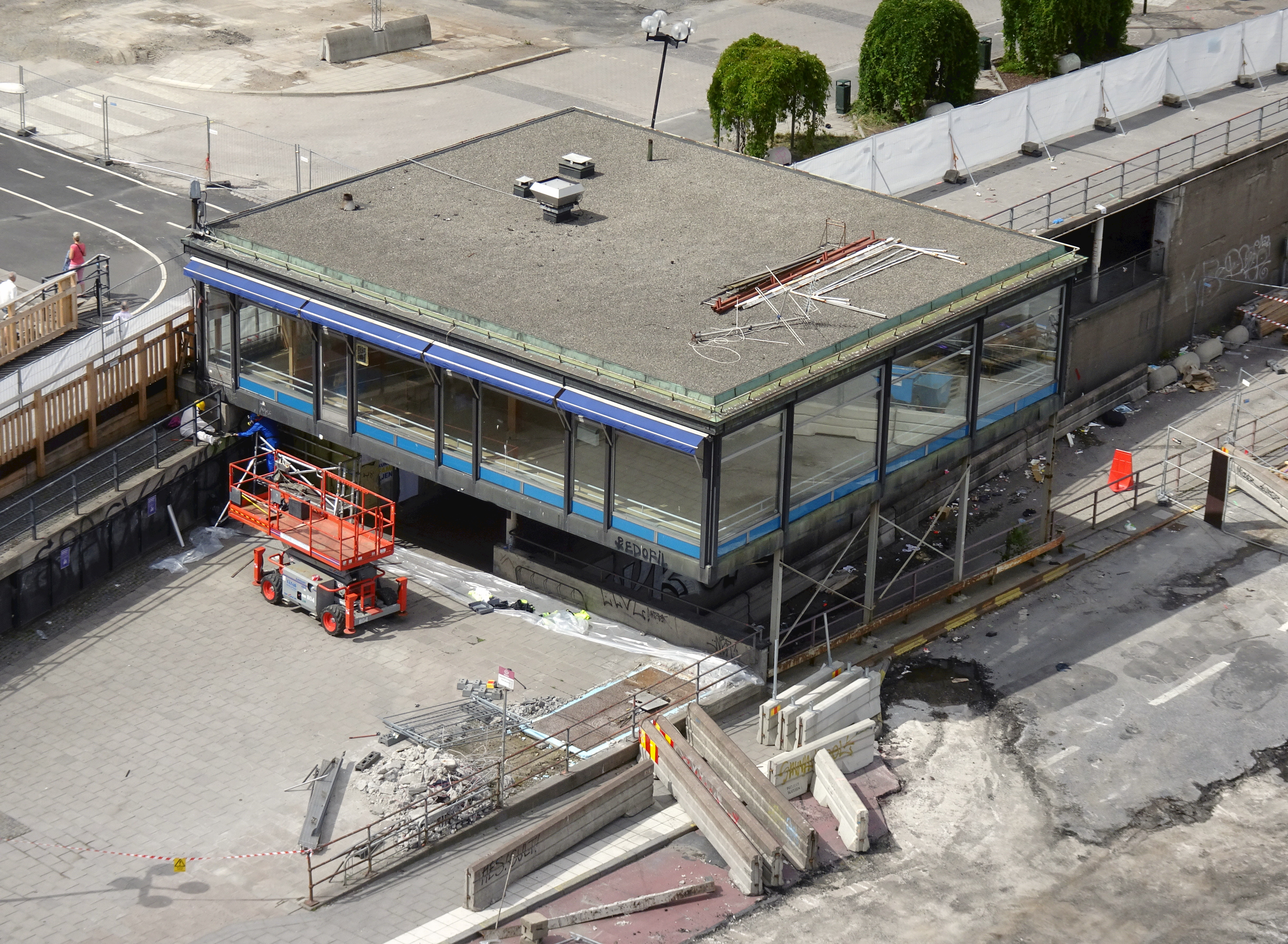
Byggnaden i juli 2016